# MagmaMix
MagmaMix es un grupo de música electrónica chilena, cuyas canciones se caracterizan por contener letras mayoritariamente incoherentes. Sus integrantes eran los conductores de la primera etapa del programa radial chileno El Portal del Web, el cual era transmitido de lunes a sábado de 14:00 a 16:00 por radio Rock & Pop.

## Historia
La formación de MagmaMix ocurrió en el año 2004. Todo comenzó un día cualquiera, durante la transmisión de El Portal del Web. Los conductores DJ Black (Cristián Jara), Freddy (Freddy Guerrero) y Magmanaman (Christian Aguayo) recibieron un llamado telefónico de un auditor. Durante el transcurso de la llamada se manifestó un desperfecto técnico, por lo que el auditor cortó el teléfono sin que ellos se dieran cuenta. En ese momento, Magmanaman se encontraba hablando con el auditor, y al darse cuenta de que él no respondía comenzó a repetir la palabra "aló" para saber si él seguía ahí. Como nadie le contestaba, Magmanaman comenzó a repetir una y otra vez "aló, aló, aló". En ese instante, DJ Black colocó una base electrónica de fondo para que Magmanaman dijera "aló" al ritmo de ésta. Después de unos cuantos "aló"s, Magmanaman empezó a repetir la frase "eso no se hace, no se hace eso". Fue así como surgió la letra de la primera canción del grupo, Eso no se hace. Al lanzamiento de esta canción le siguieron el de Peo en la cara, Pelusa en el ombligo y I Wanna Be a Cowboy, cuyas letras se originaron de situaciones desconocidas. Es por esto que son consideradas como incoherentes, a pesar de que puedan llegar a tener cierto sentido que solo los creadores logran entender.
Estas canciones fueron tocadas constantemente en el programa, y luego de su publicación en la página web oficial de radio Rock & Pop comenzaron a hacerse populares. Después de un tiempo salió al aire una nueva canción, la cual llegó a ser la más popular del grupo: Soy electrónico. La letra de esta canción hace referencia a distintos músicos electrónicos y sus "costumbres electrónicas". Soy electrónico fue un hit absoluto; la canción podía ser escuchada en casi cualquier parte. Fue de esta manera, como MagmaMix alcanzó la popularidad. A mediados de 2004, el primer disco del grupo fue lanzado: MagmaMix: Portal del Web. El disco contiene (salvo Pelusa en el ombligo) versiones "remasterizadas" de todas las canciones anteriormente mencionadas, además de una canción nueva. Fue tal el éxito de ventas que alcanzó a tener el disco que no tardó en tener una secuela, llamada MagmaMix II: The Cantimplors. Este último incluye la versión "remasterizada" de Pelusa en el ombligo, además de otras canciones completamente nuevas y las versiones karaoke de Soy electrónico y I Wanna Be a Cowboy. Ambos discos lograron alcanzar el premio del "Disco de Oro".
A comienzos de 2005, DJ Black participó en el reality show La Granja VIP, lo que hizo que tanto MagmaMix como su programa se hicieran mucho más conocidos. En junio del mismo año, DJ Black fue expulsado del reality show por una supuesta acción en contra de una de sus compañeras de encierro. Esto causó una gran polémica, pero DJ Black estaba tranquilo ya que él confiaba plenamente en su versión de los hechos, la cual decía que él no había hecho nada malo y que todo había sido un malentendido. Este problema nunca fue solucionado, por lo que la figura de DJ Black quedó un tanto opacada. Sin embargo, su salida del reality show lo ayudó bastante, ya que coincidió con el lanzamiento del tercer y último disco del grupo, y él pudo estar presente. El tercer disco, MagmaMix III: Fetas de Pimiento (Hasta Chao), incluye una canción acerca del ingreso de DJ Black al reality show, titulada Black Entró a un Reality. Además de esto, el disco también incluye más canciones nuevas, además de algunas "rarezas", como las llamaron sus creadores. Tras el lanzamiento de este disco, MagmaMix decidió cesar su producción de canciones. Según ellos el grupo no se iba a disolver, sino que simplemente iba a "regresar al monte".
El 13 de septiembre de 2007 el grupo lanzó un nuevo sencillo tras 2 años de su disolución: "Transantiago". A diferencia de sus anteriores producciones , este tema tiene un contenido social y contó con la colaboración del grupo Tronic.
En agosto del año 2010 reescribieron "Soy electrónico" como homenaje a los mineros atrapados en la mina San José: Soy un minero.
En 2011 en el programa los: Magníficos de RadioActiva, relanzan el grupo creando la canción: "El Recreo" la cual ocupa la base de la banda de Black Eyed Peas, la cual retrata como los escolares ven el recreo y las cosas que se desarrollan durante esta actividad. Esta canción es utilizada diariamente en el programa para que los auditores (principalmente niños) canten. El mismo año entra como integrante del grupo el DJ Eduardo "Pape" Salazar quien reemplaza Magmanaman - Christian Aguayo (quien cae aquejado a una extraña enfermedad que produce una "hinchazón en el cerebro" y se encuentra en periodo de recuperación) en la conducción del programa.
En 2012 Freddy en conjunto con Eduardo "Pape" Salazar crean la canción"Soy sexy con el noqui" la cual es una parodia a la canción "Sexy and I know it" de LMFAO.

## Formaciones

### Formación original
- DJ Black (Cristián Jara) - Nacido el 2 de diciembre de 1973. Su afición es simplemente ser DJ y radiocontrolador. Actualmente trabaja realizando distintos eventos como DJ.
- Freddy (Freddy Guerrero) - Nacido el 25 de noviembre de 1969. Locutor, escritor (actualmente escribe un libro que quizás algún día sea publicado) y voz principal de los éxitos del conjunto. Actualmente trabaja en la segunda etapa del  Portal del Web en Radioactiva, anteriormente conducía el programa "Los Magníficos de Radio Activa"  en la misma estación
- Magmanaman (Christian Aguayo) - Nacido el 3 de marzo de 1977. Locutor histórico junto a sus dos compañeros (Jara y Guerrero) de la primera etapa del Portal del Web del 2003 al 2008, para el grupo prestaba su voz para diversos personajes que aparecían en las canciones. Actualmente se encuentra recuperándose de una encefalomielitis aguda que lo afectó.[2][3]

### Formación actual
- Freddy (Freddy Guerrero)
- DJ Black (Cristián Jara)

## Discografía
- MagmaMix: Portal del Web - 2004
  - Soy electrónico (3:22)
  - Eso no se hace (3:33)
  - Peo en la cara (2:45)
  - I Wanna Be a Cowboy (2:55)
  - I'm a Bitch, So Pay Me (3:23)

- MagmaMix II: The Cantimplors - 2004
  - Hocico de boque' monkey (3:34)
  - Pantuflas de perrito (3:14)
  - Wiseppi (El sabueso de pascua) (3:33)
  - Póngale nombre al niño (3:06)
  - Pelusa en el ombligo (2:16)
  - 777 (1:42)
  - Soy electrónico karaoke (3:18)
  - I Wanna Be a Cowboy Karaoke (2:51)

- MagmaMix III: Fetas de Pimiento (Hasta Chao) - 2005
  - Anula con la tula (2:55)
  - No es salchicha (4:43)
  - Magmanaman (0:23)
  - Temporera (4:17)
  - Alimenta el ratón (4:07)
  - Canción estúpida (0:17)
  - Todos los zorros se van al cielo (3:15)
  - Black (0:32)
  - Black entró a un reality (3:37)
  - Dale chucho (2:10)
  - La palmera (0:10)
  - Especial y malo (3:31)
  - Yo soy gay (0:50)
  - I Wanna Be a Cowboy (en vivo Paseo Ahumada) (3:27)
  - Freddy (0:21)
  - Soy electrónico (Trilingüe) (3:17)
  - (Intro) La flauta mágica / ¿Cuál tagadá? (3:08)
- MagmaMix IV: Venimos & Nos Fuimos - 2011
  - ¿Cómo Te Llamai? (Me Llamo Juan) Ft. DJ Mendez
  - Soy Un Minero
  - Soy un Twittero (3:19)
  - Transantiago Ft. Tronic

### Sencillos
| Año                 | Canción                                            | Máxima posición     | Álbum                             |
| Año                 | Canción                                            | CHI                 | Álbum                             |
| Sencillos oficiales | Sencillos oficiales                                | Sencillos oficiales | Sencillos oficiales               |
| ------------------- | -------------------------------------------------- | ------------------- | --------------------------------- |
| 2004                | "Eso No Se Hace"                                   | —                   | MagmaMix: Portal del Web          |
| 2004                | "Peo En La Cara"                                   | —                   | MagmaMix: Portal del Web          |
| 2004                | "I Wanna Be A Cowboy"                              | —                   | MagmaMix: Portal del Web          |
| 2004                | "Soy Electrónico"                                  | 11                  | MagmaMix: Portal del Web          |
| 2004                | "Pelusa En El Ombligo"                             | —                   | MagmaMix II: The Cantimplors      |
| 2005                | "Temporera"                                        | —                   | MagmaMix III: Fetas de Pimiento   |
| 2010                | "Soy un Twittero"                                  | —                   | Magmamix IV: venimos y nos fuimos |
| 2010                | "Soy un Minero"                                    | 99                  | Magmamix IV: venimos y nos fuimos |
| 2010                | "¿Cómo Te Llamai? (Me Llamo Juan)" (con DJ Méndez) | 87                  | Magmamix IV: venimos y nos fuimos |